# قانون الإيواء

قانون الإيواء هو اسم أُطلق على قانونين أو أكثر من قوانين برلمان مملكة بريطانيا العظمى، حيث يطلبان من الحكومات المحلية في المُستعمرات الأمريكية تزويد الجنود البريطانيين بالإسكان والطعام. كان كل من قوانين الإيواء بمثابة تعديل لقانون التمرد وكان يتطلب التمديد السنوي من قبل البرلمان. كانت تهدف في الأصل إلى الاستجابة للقضايا التي نشأت خلال الحرب الفرنسية والهندية وسرعان ما أصبحت مصدرًا للتوترات بين سكان المستعمرات الثلاث عشرة والحكومة في لندن بإنجلترا. وأدت هذه التوترات لاحقًا إلى حرب الاستقلال الأمريكية.